# Battaglia di Curlew Pass
La battaglia di Curlwe Pass (o battaglia del passo di Curlwe) venne combattuta il 15 agosto 1599, nel corso della campagna militare del conte di Essex in Irlanda nel corso della guerra dei nove anni tra le forze inglesi al comando di Sir Conyers Clifford e le forze ribelli irlandesi guidate da Aodh Ruadh Ó Domhnaill (Red Hugh O'Donnell). Gli inglesi vennero presi alla sprovvista da una imboscata ed aggirati mentre cercavano di attraversare un passo nei Monti Curlwe, presso il villaggio di Boyle, nella contea di Roscommon, nell'Irlanda occidentale. Gli inglesi subirono notevoli perdite. Le perdite degli irlandesi, seppur non registrate accuratamente, si ha ragione di credere che furono minime in quella giornata.

## La campagna
Nell'aprile del 1599 Robert Devereux, II conte di Essex sbarcò in Irlanda con più 17 000 uomini tra fanti e cavalieri per schiacciare definitivamente la rivolta innescata da Hugh O'Neill, III conte di Tyrone e da Red Hugh O'Donnell, che si era diffusa dall'Ulster in tutta l'Irlanda. Con questo obbiettivo in testa, venne supportato da alcuni capi irlandesi come gli O'Donnell (nemici degli O'Neill) e da Sir Donogh O'Connor (O'Connor Sligo), il quale era intenzionato a riottenere i territori occupati dai suoi nemici.
La città di Sligo era un'eccellente base avanzata nei territori del nemico, con Ballyshannon a venti miglia di distanza. Il cognato di O'Connor, Tibbot na Long Burke (figlio di Gráinne O'Malley), venne nominato comandante aggiunto al capitano inglese nelle forze presso Galway. Ad ogni modo, O'Donnell riuscì ad assediare O'Connor al Castello di Collooney con più di 2000 uomini e lord Essex lo seguì.
Il conte di Essex non ebbe altra opzione se non quella di supportare l'assediato O'Connor, una delle poche famiglie irlandesi su cui la Corona inglese poteva fare affidamento. Il conte di Essex ordinò a sir Conyers Clifford, che si trovava di base ad Athlone, di recuperare il castello con 1500 fanti e 200 cavalieri. Ci si augurava inoltre che l'operazione avrebbe contribuito a distrarre il capo della ribellione, Hugh O'Neill, III conte di Tyrone, ed avrebbe concesso alla corona l'opportunità di marciare nei territori dell'Ulster.
O'Donnell lasciò 300 uomini al castello di Collooney al comando di suo cugino, Niall Garbh O'Donnell, e ne inviò altri 600 a Sligo per evitare lo sbarco dei rinforzi inglesi al comando di Tibbot na Long. Questi marciò dunque verso Dunavaragh con 1500 uomini, dove venne raggiunto dalle forze di Brian Óg, re di West Breifne, il quale aveva già in loco 400 soldati, oltre a quelli di Conor MacDermott. Gli irlandesi quindi prepararono accuratamente il luogo dell'imboscata presso i Monti Curlew, lungo la linea di marcia degli inglesi. O'Donnell aveva piazzato dei tronchi d'albero sulla strada principale per impedire l'avanzare delle truppe nemiche. Quando seppe che gli inglesi stavano attraversando Boyle, O'Donnell posizionò i suoi uomini. Moschettieri, arcieri e giavellotti vennero posti nei boschi lungo la strada ad attendere gli inglesi. Il grosso della fanteria irlandese, armata di picche ed asce, venne posto appena dietro la catena montuosa.

## La battaglia
Battute dall'estate rovente, le forze di Clifford marciarono da Athlone attraverso Roscommon, Tulsk e Boyle. Alle 16.00 del 15 agosto raggiunsero i monti Curlew (a 262 metri sul livello del mare), che dovevano essere attraversati per raggiungere Sligo. La spedizione era mal rifornita e gli uomini di Clifford apparivano stanchi ed affamati, e non in grado sicuramente di proseguire oltre. Clifford ricevette la falsa notizia che il passo era stato lasciato senza difese e per questo egli decise di attraversarlo, promettendo ai suoi uomini di ristorarsi con cosciotti di cervo quella sera stessa.
Gli inglesi passarono sotto fuoco nemico, frecce e giavellotti tra Boyle e Ballinafad. Ben presto ad ogni modo gli inglesi decisero di abbandonare le loro barricate per portarsi ad avvisare Red Hugh O'Donnell dell'avanzata degli inglesi. Immediatamente dopo tale notizia Conor MacDermott ed i suoi 600 uomini si spostarono verso le montagne e presero posizione. Gli inglesi si spostarono verso il passo montano dove fronteggiarono alcuni uomini di O'Donnell in piccole schermaglie, ma più questi avanzavano più gli inglesi si accorgevano che gli attacchi nemici aumentavano d'intensità. Gli scambi di colpi d'arma da fuoco proseguirono per 90 minuti.
Inizialmente le forze inglesi avanzarono malgrado il fuoco nemico, per quanto alcuni irlandesi ritenessero che una campagna in campo aperto con gli inglesi apparisse insostenibile. Ad ogni modo MacDermott notando le pesanti perdite che le fucilate iniziali avevano inferto agli inglesi, ordinò a suoi suonatori di cornamusa di continuare ad incitare i suoi uomini a combattere, credendo di poter distruggere le forze di Clifford.
A questo punto gli inglesi iniziarono a bloccarsi di fronte ai moschettieri ed agli arcieri irlandesi che continuavano a sparare sul gruppo. I moschettieri inglesi - a corto ormai di polvere da sparo e di munizioni - si ritirarono, lasciando la fanteria sotto intenso fuoco nemico.
Radcliffe venne ferito al volto da un colpo di moschetto e da un altro alla gamba. Ordinò quindi a Henry Cosby, figlio anglo-irlandese di Francis Cosby, di guidare l'attacco ma divenne ben presto chiaro anche a Cosby che avrebbe fatto bene a ritirarsi. Radcliffe disse a Cosby:
"Vedo, Cosby, che faremmo meglio ad andarcene, ma vi dico che sia meglio morire per mano di un branco di contadini piuttosto che con la mia stessa spada al mio ritorno in patria"..
La carica guidata da Cosby si trasformò in una rovinosa ritirata che demoralizzò ulteriormente le forze inglesi.
A questo punto Brian Óg e i suoi 160 Gallowglass entrarono in battaglia, portando il panico nelle forze inglesi:
"Come cani abbandonati dal guinzaglio, gli uomini di O'Rourke Brenny si avventarono sull'avanguardia della Regina... I cannonieri di MacDermott e gli arcieri se la dettero a gambe, aprendo così le porte agli uomini di Brenny, dando l'allarme generale, e l'allarme si trasformò in panico e poi in follia." 
Il comandante dell'avanguardia inglese, Alexander Radcliffe, non riuscì a mantenere il controllo sulle sue truppe che si scontravano le une con le altre. Il comandante guidò la carica con i picchieri rimastigli ma venne colpito a morte. Con la colonna inglese dispersa il grosso della fanteria irlandese poté avere gioco facile. Clifford tentò di riprendere il controllo dei suoi uomini, ma non riuscì a sfruttare le circostanze e venne colpito da una palla di moschetto in pieno petto. Malgrado la sua morte la sua retroguardia riuscì a mantenere una certa formazione e a continuare a combattere.
Gli inglesi erano stati sconfitti, ma la situazione non si rivelò in una completa disfatta perché il comandante della cavalleria, Sir Griffin Markham (con John Harington tra i suoi uomini), caricò dalle colline circostanti - "tra le rocce ed i cespugli dove nessun cavallo aveva mai osato una carica" - e riuscì a respingere temporaneamente i ribelli, costringendo i moschettieri di MacDermott e gli arcieri a indietreggiare tra la boscaglia.
Quando le forze di Markham inseguirono i soldati di MacDermott, Brian Óg guidò la carica dei suoi uomini. Emergendo dalla foresta con i suoi gallowglass lentamente ma progressivamente riuscì ad avanzare tra la cavalleria inglese. Gli inglesi si raggrupparono e iniziarono a caricare a loro volta. I gallowglass caricarono la cavalleria inglese e riuscirono a battere le forze di Markham, portandolo a ritirarsi sulle montagne oltre le barricate.
Durante la carica Brian Óg venne ferito ad una mano e ad una gamba. Markham venne invece colpito e si ruppe un osso del braccio destro.
Anche se il comportamento della cavalleria inglese fece fuggire molti soldati, gli uomini di Clifford vennero inseguiti sino al villaggio di Boyle da 400 dei moschettieri di MacDermott assieme a 160 gallowglass di Brian ÓG. Gli inglesi trovarono asilo presso l'Abbazia di Boyle. Quasi metà delle forze inglesi rimase ucciso in battaglia. Le perdite inglesi furono leggere ma l'esercito ne uscì profondamente demoralizzato.

## Conseguenze

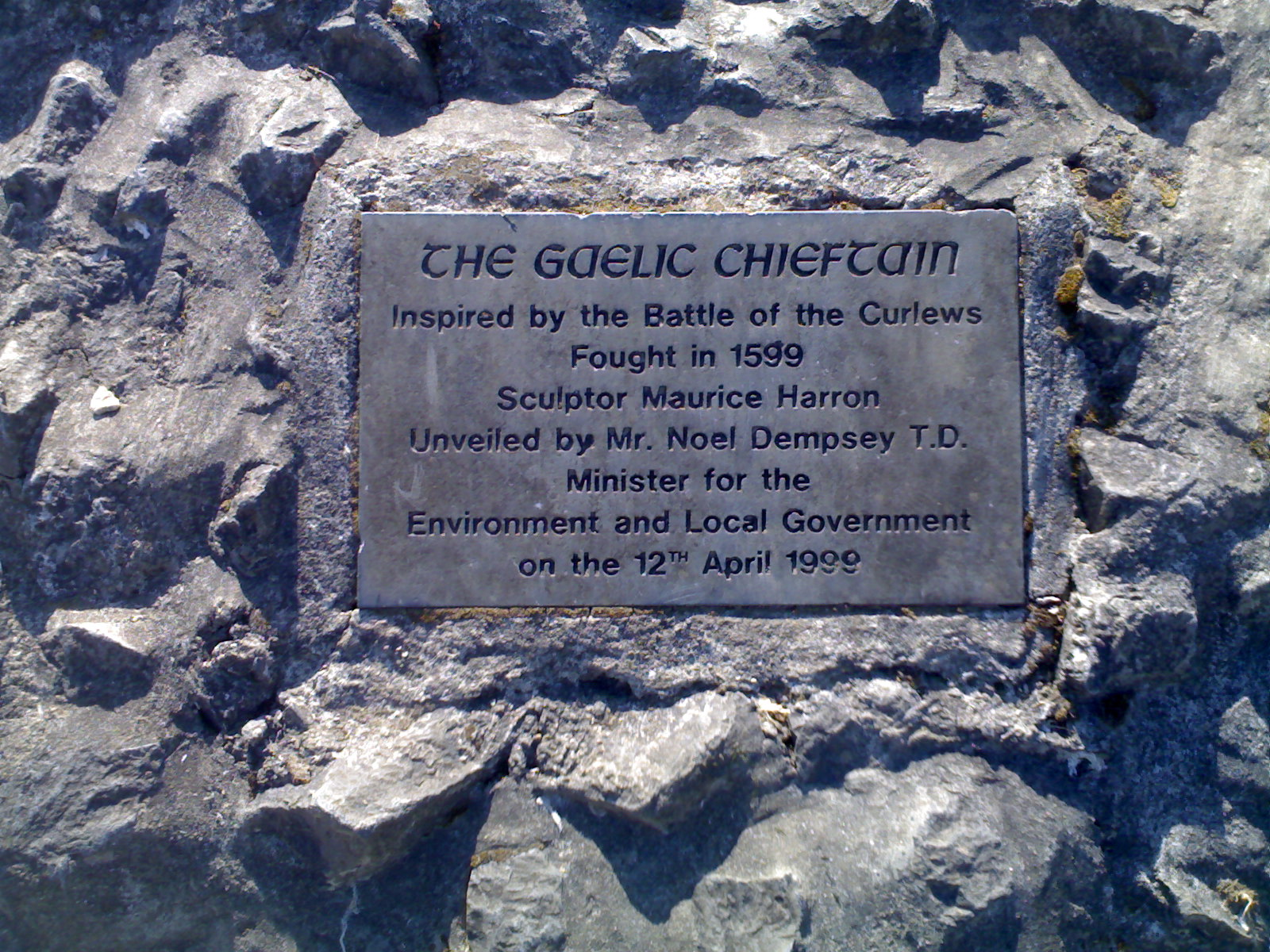
Placca commemorativa dei 400 anni della battaglia

Brian Óg O'Rourke ordinò di tagliare la testa di Clifford e di inviarla a O'Donnell che, pur non avendo preso parte allo scontro era rimasto nei pressi del campo di battaglia. La testa venne portata al castello di Collooney per intimidirne i difensori, mentre il resto del corpo venne portato da MacDermott al monastero di Lough Key, dove sperava di usarlo per riscattare dei prigionieri. Ad ogni modo, alla fine il tronco ottenne una sepoltura onorevole presso il monastero grazie ai monaci locali.
O'Connor Sligo arrese il suo castello poco dopo e riluttante aderì ai ribelli. Dopo la vittoria vi fu un notevole incremento delle diserzioni dai ranghi dell'esercito del conte di Essex.
https://neverfeltbetter.wordpress.com/2012/12/11/irelands-wars-the-curlew-pass/
La battaglia venne condotta con il classico schema delle imboscate irlandesi, come nella battaglia di Glenmalure del 1580 o nella battaglia di Yellow Ford del 1598. Secondo gli Annali dei Quattro Maestri la vittoria venne raggiunta per l'intercessione della Vergine Maria piuttosto che per le armi. Ma Clifford era un ottimo conoscente della situazione irlandese e il fatto che egli fosse stato scelto era perché evidentemente gli inglesi temevano il confronto con gli irlandesi e sentivano di aver bisogno dell'uomo giusto nel posto giusto per fronteggiarli con successo.
Il segretario della regina, Robert Cecil, parlò di questa sconfitta (e della simultanea sconfitta di Harrington a Wicklow) come delle peggiori perdite sofferte dagli inglesi in Irlanda e ne addossò la colpa direttamente al conte di Essex.
Nell'agosto del 1602 il passo di Curlew fu teatro dell'ultima vittoria dei ribelli nel corso della guerra, quando ancora una volta le forze inglesi subirono pesanti perdite; questa volta, però, i ribelli furono guidati Rory O'Donnell (e con lui da O'Connor Sligo) al comando di 400 moschettieri.
Attualmente il sito di Curlew Pass accoglie la scultura di Maurice Harron chiamata "Il capo gaelico", realizzata nel 1999 per commemorare l'anniversario dell'evento.